# 송촌동 (대전)

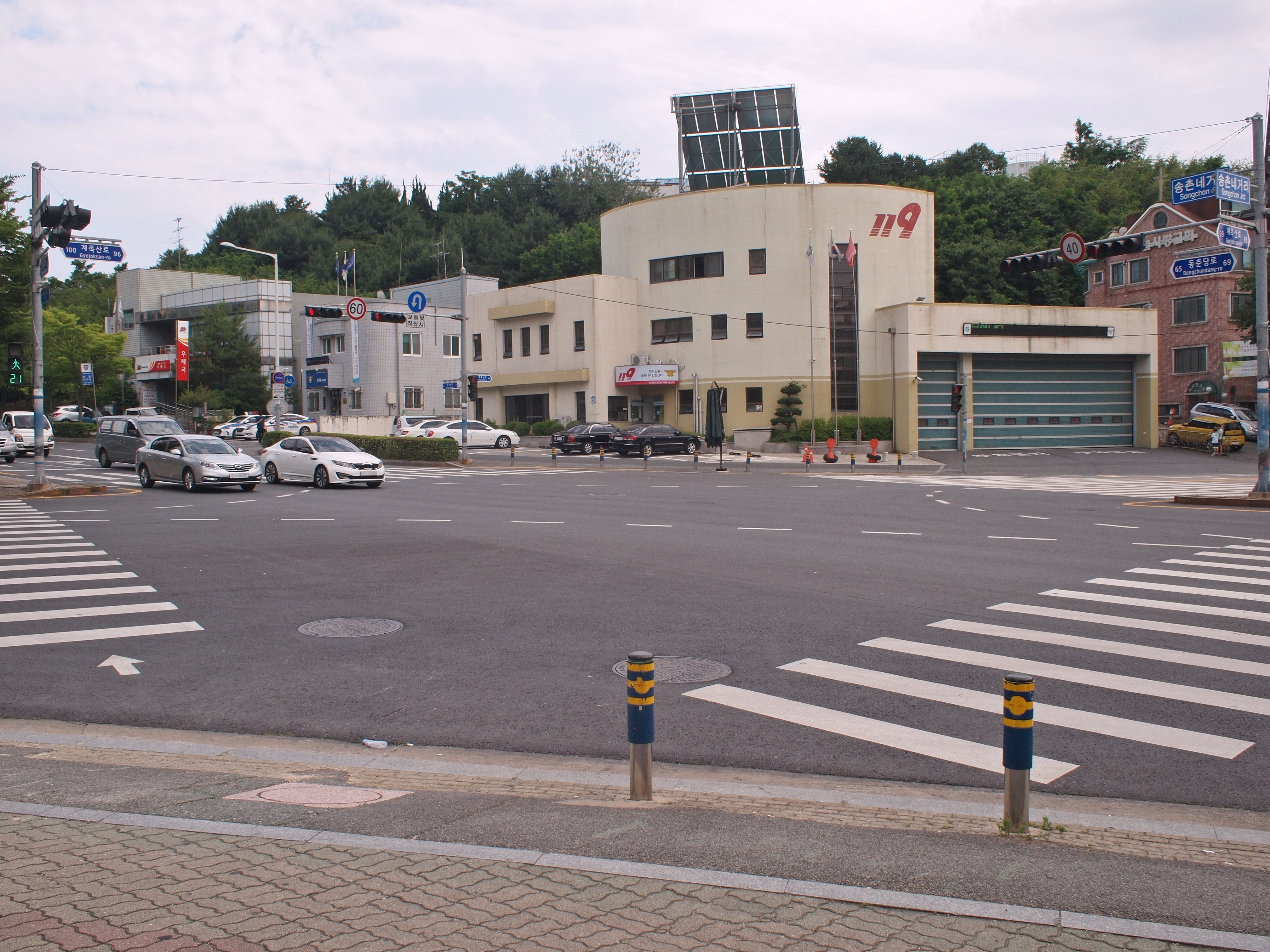
동춘당역사공원 앞 교차로와 대전송촌동우체국, 송촌지구대, 송촌119안전센터

송촌동(宋村洞)은 대한민국 대전광역시 대덕구의 행정동, 법정동이다. 송촌동은 지리적으로 대덕구 남동쪽에 위치하고 있으며, 동쪽으로는 비래동, 남쪽으로는 동구 용전동과 가양동, 서쪽은 중리동, 법동, 동구 용전동, 북쪽은 법동과 인접해 있다. 동쪽으로 응봉산을 뒤로 하고 서쪽으로 얕은 구릉지대를 따라 동쪽의 넓게 퍼진 들판을 중심으로 주로 논과 밭이 많았던 지역이며 남북으로 길게 자연촌락이 발달하였던 곳이다. 송촌동의 자연마을로는 윗송촌 (상송촌, 원송촌)ㆍ양지뜸(양지말, 양지촌)ㆍ음지말ㆍ욧곳ㆍ비선거리ㆍ팽전말(평전말, 평잿말, 평전) ㆍ학댕이(학당이, 학당리)ㆍ홈통골 등이 있다. 현재의 송촌동은 2개의 지역으로 구분되어 있는데 개발제한구역으로 묶여 있는 경부고속도로 동쪽과, 도시화 지역으로 변모한 경부고속도로의 서쪽이다.

## 유래
고려 말 조선 초 은진 송씨인 송명의가 회덕 황씨와 결혼하면서 회덕지방에 자리를 잡았는데 나중에 가문이 크게 번성하자 대전시 대덕구 중리동을 중심으로 남쪽 회덕 여러 곳에 모여 살았는데 송촌이 가장 큰 동족마을이었다. 여기에서 송촌동이라는 지명이 유래되었다.

## 지리적 환경
원지형은 계족산계에서 뻗어나온 구릉 지형이 대부분이었으나, 경부고속도로와 아파트 개발 등으로 구지형을 찾아볼 수 없을 정도로 형질 변경이 이루어진 상태이다. 본래 대전매봉초등학교, 대전매봉중학교, 선비마을2단지아파트, 선비마을4단지아파트가 들어선 지역 전체가 계족산 능선 일부로 산지형이었다. 송촌동 443-1에 위치한 소리근린공원은 대전매봉초등학교, 대전매봉중학교, 선비마을2단지아파트 쪽과 같이 연결되었던 능선이며, 송촌동 463번지에 위치한 동춘당 뒷편 산지는 선비마을4단지아파트에 위치한 능선과 함께 계족산과 연결되었던 지형(학당산)이다. 선비마을3단지아파트 또한 절반 이상이 선비마을2단지 쪽에 위치하였던 능선과 연결된 산지였으며, 일부는 산줄기 사이의 골짜기가 위치하였었다.
자연 하천으로는 오정천과 쌍계천이 있다. 쌍계천은 학당산 아래 학댕이 골을 지나 소리고개 밑으로 흐르는 하천으로
, 선비마을3단지아파트를 관통하여 흘렀으나 매립되었다. 오정천은 동춘당 앞을 흐르는 하천으로 이 또한 쌍계천이라 칭하기도 하였다.

## 연혁
- 1911년 10월 1일 : 대전군 회덕면
- 1983년 2월 15일 : 대전시 동구 회덕2동 편입
- 1990년 1월 1일 : 회덕2동에서 중리동 분동
- 1995년 1월 1일 : 대전직할시를 광역시로 개칭
- 2003년 1월 16일 : 대전광역시 조례 제574호(2003.1.16 공포)로 회덕2동을 송촌동과 비래동으로 분동.
- 2005년 11월 1일 : 대덕구 조례 제662호,663호(2005. 9. 29 공포)로 비래동 일부를 송촌동으로, 송촌동 일부를 비래동으로 편입하였음

## 교육
- 대전대양초등학교
- 대전매봉초등학교
- 대전송촌초등학교
- 대전매봉중학교
- 대전송촌중학교
- 대전송촌고등학교

## 유적
- 동춘당 (보물 제209호)
- 동춘선생고택 (국가민속문화재)
- 송용억 가옥 (국가민속문화재)
- 송촌동 송병하 묘 - 조선, 영조 38년(1762) 묘비 건립 / 비지정문화재[4]: 송촌동 산 1-40 일대 학당산 위치[5]
- 송촌동 송요하 묘 - 일제강점기, 1912년 묘비 건립 / 비지정문화재[4]: 송촌동 산 1-40 일대 학당산 위치[5]

## 아파트
| 단지명         | 건설사                       | 시행사                        | 주소                      | 입주        | 비고 |
| -------------- | ---------------------------- | ----------------------------- | ------------------------- | ----------- | ---- |
| 선비마을 2단지 | 현대산업개발 ㈜대우 건설부문 | 현대산업개발 ㈜대우 건설부문  | 대덕구 동춘당로114번길 47 | 1999년 10월 |      |
| 선비마을 4단지 | 계룡건설산업 대림산업        | 계룡건설산업 대림산업         | 대덕구 계족산로 135       | 1999년 10월 |      |
| 선비마을 5단지 | 삼정건설㈜ 대림산업          | 삼정건설㈜ 대림산업           | 대덕구 계족산로 136       | 1999년 10월 |      |
| 선비마을 3단지 | 서초건설㈜ 금성백조주택㈜    | 대한주택보증㈜ 금성백조주택㈜ | 대덕구 동춘당로114번길 60 | 1999년 11월 |      |